# Magneuptychia metagera
Espèce
Magneuptychia metagera est une espèce d'insectes lépidoptères (papillons) de la famille des Nymphalidae, de la sous-famille des Satyrinae et du genre Magneuptychia.

## Dénomination
Magneuptychia metagera a été décrit par Arthur Gardiner Butler en 1867 sous le nom initial de Euptychia metagera.

## Écologie et distribution
Magneuptychia metagera est présent au Brésil.

### Protection
Pas de statut de protection particulier.